# McDougal (Arkansas)
McDougal est une municipalité du comté de Clay, dans l’État de l’Arkansas aux États-Unis.

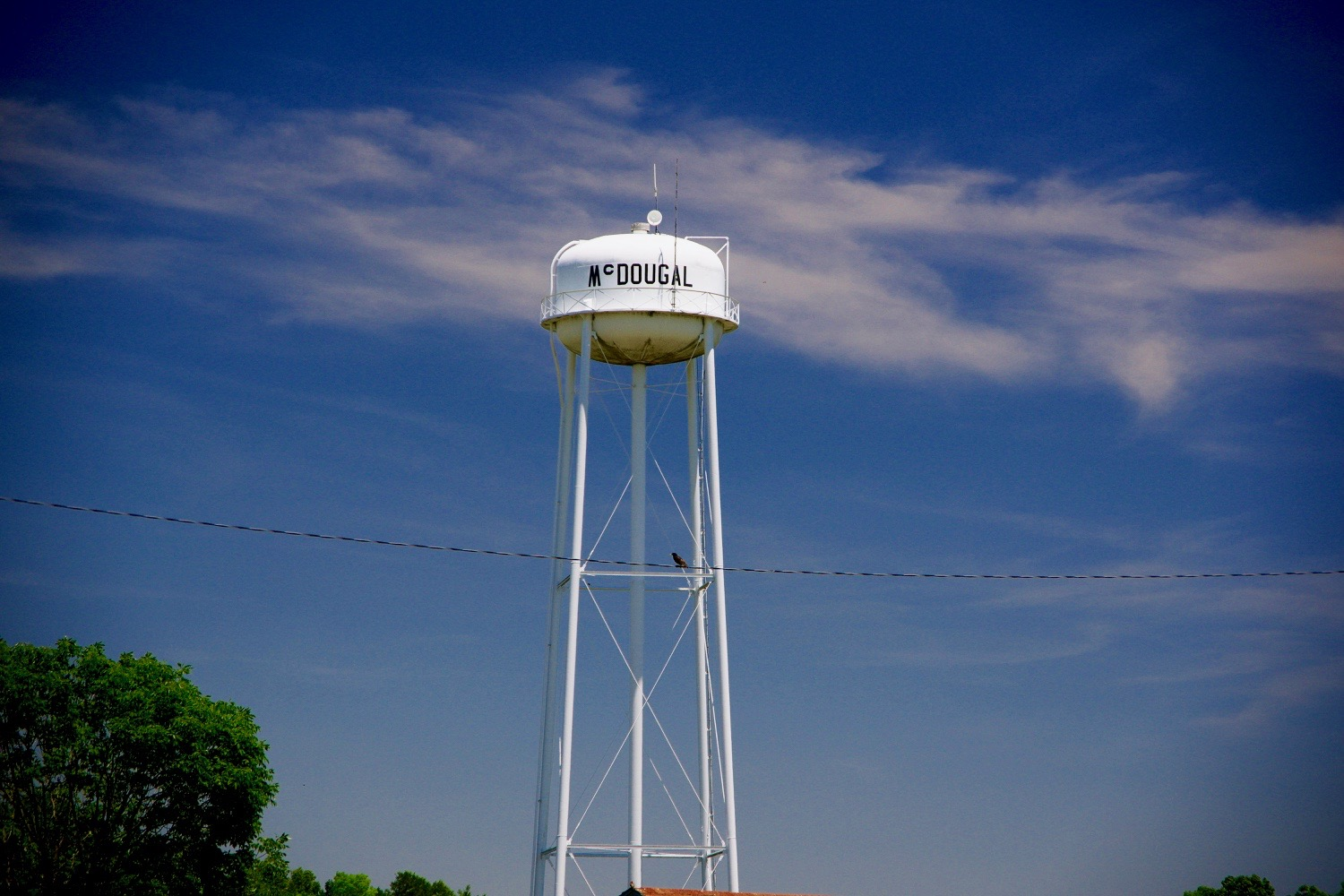
Château d'eau

## Démographie
| 1960 | 1970 | 1980 | 1990 | 2000 | 2010 |
| ---- | ---- | ---- | ---- | ---- | ---- |
| 200  | 328  | 239  | 208  | 195  | 186  |